# Sarroux
Sarroux is een plaats en voormalige gemeente in het Franse departement Corrèze (regio Nouvelle-Aquitaine) en telt 379 inwoners (1999). De plaats maakt deel uit van het arrondissement Ussel. Sarroux is op 1 januari 2017 gefuseerd met de gemeente Saint-Julien-près-Bort tot de gemeente Sarroux - Saint Julien. 

## Geografie
De oppervlakte van Sarroux bedraagt 24,1 km², de bevolkingsdichtheid is 15,7 inwoners per km².
De onderstaande kaart toont de ligging van Sarroux met de belangrijkste infrastructuur en aangrenzende gemeenten.

## Demografie
Onderstaande figuur toont het verloop van het inwonertal (bron: INSEE-tellingen).